# Піттсбург (Канзас)
Піттсбург (англ. Pittsburg) — місто (англ. city) в США, в окрузі Кроуфорд штату Канзас. Населення — 20 646 осіб (2020).

## Географія
Піттсбург розташований за координатами 37°24′52″ пн. ш. 94°41′53″ зх. д. / 37.41444° пн. ш. 94.69806° зх. д. (37.414551, -94.698000). За даними Бюро перепису населення США в 2010 році місто мало площу 33,40 км², з яких 33,14 км² — суходіл та 0,26 км² — водойми.

### Клімат
| Клімат : Піттсбург      | Клімат : Піттсбург | Клімат : Піттсбург | Клімат : Піттсбург | Клімат : Піттсбург | Клімат : Піттсбург | Клімат : Піттсбург | Клімат : Піттсбург | Клімат : Піттсбург | Клімат : Піттсбург | Клімат : Піттсбург | Клімат : Піттсбург | Клімат : Піттсбург | Клімат : Піттсбург |
| Показник                | Січ.               | Лют.               | Бер.               | Квіт.              | Трав.              | Черв.              | Лип.               | Серп.              | Вер.               | Жовт.              | Лист.              | Груд.              | Рік                |
| Абсолютний максимум, °C | 23,3               | 28,3               | 31,7               | 36,1               | 35,6               | 40,6               | 46,1               | 42,8               | 41,1               | 35,6               | 28,9               | 24,4               | 46,1               |
| Середній максимум, °C   | 5,6                | 8,9                | 14,4               | 20,0               | 25,0               | 29,4               | 32,2               | 32,2               | 27,2               | 21,1               | 13,9               | 6,7                | 19,7               |
| Середній мінімум, °C    | −5                 | −2,8               | 1,7                | 7,2                | 13,3               | 18,3               | 20,6               | 20,0               | 14,4               | 8,3                | 2,2                | −3,9               | 7,9                |
| Абсолютний мінімум, °C  | −24,4              | −26,7              | −21,1              | −6,7               | 0,0                | 8,3                | 10,6               | 8,9                | 0,0                | −7,2               | −15                | −27,8              | −27,8              |
| Норма опадів, мм        | 42                 | 58                 | 93                 | 110                | 164                | 145                | 101                | 82                 | 122                | 106                | 80                 | 62                 | 1165               |
| Днів з опадами          | 7                  | 7                  | 9                  | 9                  | 11                 | 10                 | 8                  | 7                  | 8                  | 7                  | 7                  | 7                  | 94                 |
| ----------------------- | ------------------ | ------------------ | ------------------ | ------------------ | ------------------ | ------------------ | ------------------ | ------------------ | ------------------ | ------------------ | ------------------ | ------------------ | ------------------ |
| Джерело: weather.com    |                    |                    |                    |                    |                    |                    |                    |                    |                    |                    |                    |                    |                    |

## Демографія
Згідно з переписом 2010 року, у місті мешкали 20 233 особи в 8142 домогосподарствах у складі 4087 родин. Густота населення становила 606 осіб/км². Було 9210 помешкань (276/км²).
Расовий склад населення:
| - 87,1 % — білих - 3,3 % — чорних або афроамериканців - 2,0 % — азіатів - 0,9 % — корінних американців - 0,3 % — вихідців з тихоокеанських островів - 3,0 % — осіб інших рас |

До двох чи більше рас належало 3,4 %. Частка іспаномовних становила 6,7 % від усіх жителів.
За віковим діапазоном населення розподілялося таким чином: 20,7 % — особи молодші 18 років, 67,6 % — особи у віці 18—64 років, 11,7 % — особи у віці 65 років та старші. Медіана віку мешканця становила 26,2 року. На 100 осіб жіночої статі у місті припадало 99,5 чоловіків; на 100 жінок у віці від 18 років та старших — 96,5 чоловіків також старших 18 років.
Середній дохід на одне домашнє господарство становив 45 035 доларів США (медіана — 32 374), а середній дохід на одну сім'ю — 64 514 долари (медіана — 53 422). Медіана доходів становила 37 256 доларів для чоловіків та 30 258 доларів для жінок. За межею бідності перебувало 30,5 % осіб, у тому числі 23,4 % дітей у віці до 18 років та 13,1 % осіб у віці 65 років та старших.
Цивільне працевлаштоване населення становило 9681 осіб. Основні галузі зайнятості: освіта, охорона здоров'я та соціальна допомога — 32,5 %, роздрібна торгівля — 13,0 %, виробництво — 12,7 %.